# Your Country
Albums de Graham Parker
Deepcut to Nowhere
(2001) Songs of No Consequence
(2005)
Your Country est un album de Graham Parker sorti le 9 mars 2004 sur le label Bloodshot Records.

## Liste des pistes
| No  | Titre                                  | Auteur                      | Durée |
| --- | -------------------------------------- | --------------------------- | ----- |
| 1.  | Anything for a Laugh                   | Graham Parker               | 3:22  |
| 2.  | The Rest Is History                    | Parker                      | 4:21  |
| 3.  | Cruel Lips (avec Lucinda Williams)     | Parker                      | 4:03  |
| 4.  | Almost Thanksgiving Day                | Parker                      | 3:23  |
| 5.  | Nation of Shopkeepers                  | Parker                      | 5:08  |
| 6.  | Queen of Compromise                    | Parker                      | 3:41  |
| 7.  | Things I've Never Said                 | Parker                      | 3:44  |
| 8.  | Sugaree                                | Jerry Garcia, Robert Hunter | 3:43  |
| 9.  | Tornado Alley                          | Parker                      | 3:19  |
| 10. | Fairground                             | Parker                      | 5:21  |
| 11. | Crawling From the Wreckage (Revisited) | Parker                      | 3:34  |